# Cornelis på Mosebacke
Cornelis på Mosebacke är ett album av Cornelis Vreeswijk utgivet 1995. Albumet består av en konsert inspelad live 1979 på Mosebacke etablissement på Södermalm i Stockholm utgivet postumt efter Vreeswijks död. Albumutgåvan inkluderar även en CD med Anita Strandell som sjunger låtar skrivna av Cornelis Vreeswijk.

## Låtlista
Alla sånger är skrivna av Cornelis Vreeswijk om inte annat anges.

### CD 1
1. Git Magnusson presenterar – 0:27
2. Klagovisa till Felicia – 4:19
3. Felicia pratar (för mycket) – 2:05
4. Visa vid Nybroviken – 3:12
5. Balladen om den beväpnade tiggaren – 3:02
6. Djurgårdsmässa (Cornelis Vreeswijk/Nils Ferlin) – 3:08
7. Åh va’ jag var lycklig i natt (Tonny Vreeswijk/Cornelis Vreeswijk) – 2:22
8. Ballad om en gammal knarkare (Red Mitchell/Cornelis Vreeswijk) – 5:29
9. Deirdres samba (Chico Buarque de Hollanda/Cornelis Vreeswijk) – 3:48
10. Jag är fri jag har sonat (Evert Taube) – 2:53
11. Håll Sverige rent – 3:46
12. Balladen om den nya äktenskapslagen – 3:31
13. Incestvisan (Buffy Sainte-Marie/Cornelis Vreeswijk) – 2:11
14. Ballad om censuren – 4:36
15. Polaren Pär vid morgonstädningen – 2:21
16. Till damtidningen Femina – 2:36
17. Getinghonung provençale – 7:41
18. Mor har köpt en massageapparat – 2:57
19. Lasse liten Blues – 4:51
20. Ballad till en bra poliskonstapel – 4:59
21. Jultomten är faktiskt död – 2:55

### CD 2Om Deirdre
1. Inledning – 0:49
2. I Rio de Janeiro (Carl-Axel Dominique/Cornelis Vreeswijk) – 2:45
3. Tal / Cornelis – 0:38
4. Om Deirdres bröder (Conny Söderlund/Cornelis Vreeswijk) – 2:48
5. Tal / Cornelis – 0:12
6. Rosa, skola vi dansa? – 2:57
7. Tal / Cornelis – 0:32
8. Från Deirdre till Rosacool – 2:18
9. Tal / Cornelis – 0:20
10. Samba för Fidelio (Kåre Ström/Cornelis Vreeswijk) – 3:58
11. Belåten kund – 3:00
12. Tal / Cornelis – 0:52
13. Döttrar – 2:08
14. Deirdres fästman friar – 3:40
15. Tal / Cornelis – 0:45
16. Hum-hum (ballad till J.M.) (Cyrus Bassiak/Georges Delerue/Cornelis Vreeswijk) – 1:35
17. Chop Suey (trad/Cornelis Vreeswijk) – 2:15
18. Tal / Cornelis – 0:48
19. Bruna bönor complet (Chico Buarque de Hollanda/Cornelis Vreeswijk) – 3:50

## Medverkande

### CD 1
- Cornelis Vreeswijk – gitarr, sång
- Sture Nordin – bas

### CD 2Om Deirdre
- Cornelis Vreeswijk – tal
- Anita Strandell – sång
- Conny Söderlund – gitarr
- Björn J:son Lindh – keyboards, flöjt
- Kåre Ström – gitarr, bas
- Malando Gassama – slagverk
- Peter Sundell – slagverk, trummor
- Roger Palm – trummor